# Karel Holešovský (oběť okupace)
Karel Holešovský (27. dubna 1915, Brno – 8. října 1941) byl obětí okupace za prvního stanného práva.

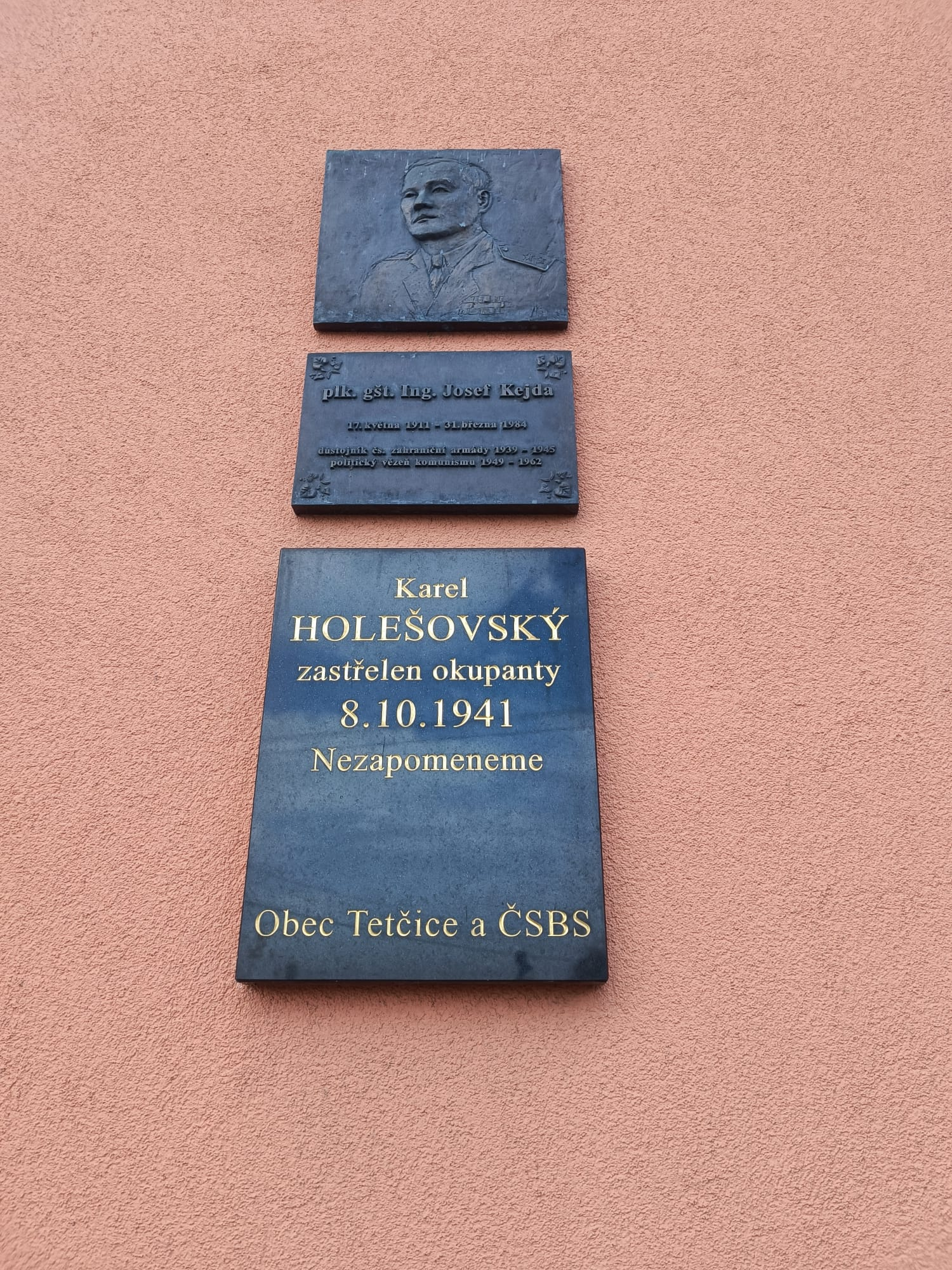
Pamětní deska na OÚ Tetčice

## Život
Karel Holešovský byl řezník v Tetčicích. Byl ženatý, člen místního Sokola. Důvodem jeho zatčení a odsouzení v době stanného práva bylo, že spolu s dalšími třemi osobami měl nakoupit a načerno prodat za ceny vyšší, než stanovené 44 telat, 43 vepřů a 16 kusů hovězího dobytka. (Přečiny tzv. černého obchodu byly v období tzv. prvního stanného práva trestány smrtí.) Podle vyjádření synovce Karla Holešovského uchránil rodinu před perzekucí výpovědí, že se rozešel s manželkou a je znepřátelen i s rodinou.
Byl odsouzen stanným soudem v Brně 8. 10. 1941 pro rušení veřejného pořádku a bezpečnosti a pro porušení válečného hospodářství k trestu smrti a zabavení veškerého majetku. Když jej odváděli dva gestapáci na popravu, nečekaně udeřil jednoho z nich svými okovy na rukou tak, že mu zlomil čelist a ten na následky zranění zemřel. Druhý gestapák jej na místě zastřelil. Oficiální zpráva udávala, že byl oběšen.
V říjnu 2018 mu odhalili v Tetčicích na budově obecního úřadu pamětní desku.